# Giuseppe Mazzini
« Mazzini » redirige ici. Pour les autres significations, voir Mazzini (homonymie).
Giuseppe Mazzini, né le 22 juin 1805 à Gênes et mort le 10 mars 1872 à Pise, est un révolutionnaire et patriote italien, fervent républicain et combattant pour la réalisation de l'unité italienne. Avec Giuseppe Garibaldi, Victor-Emmanuel II et Camillo Cavour, il est considéré comme l'un des « pères de la patrie ».
Mazzini a participé et soutenu tous les mouvements insurrectionnels en Italie qui se sont avérés pour leur grande majorité des échecs mais son action a eu pour effet d'ébranler les petits États de la péninsule et d'inquiéter les plus grands comme le royaume de Sardaigne, puis le royaume d'Italie à partir de 1861, la France et l'empire d'Autriche dont Metternich, Premier ministre autrichien, dit de lui : « J'ai dû lutter avec le plus grand des soldats, Napoléon. Je suis arrivé à mettre d'accord entre eux les empereurs, les rois et les papes. Personne ne m'a donné plus de tracas qu'un brigand italien : maigre, pâle, en haillons, mais éloquent comme la tempête, brûlant comme un apôtre, rusé comme un voleur, désinvolte comme un comédien, infatigable comme un amant, qui a pour nom : Giuseppe Mazzini ».
Ses idées et son action politique ont largement contribué à la naissance de l'État unitaire italien alors que les condamnations des différents tribunaux de l'Italie l'ont forcé à l'exil et la clandestinité jusqu'à sa mort. Les théories mazziniennes sont d'une grande importance dans la définition de la démocratie à travers la forme républicaine de l'État. En politique italienne, il constitue une référence permanente, ce qui lui a valu d'être récupéré par toutes les tendances politiques : le fascisme, la résistance et sa famille républicaine.

## Biographie

### Famille et jeunesse
Giuseppe Mazzini, qui est appelé Pippo par ses parents et ses trois sœurs, est né à Gênes de Giacomo, médecin et professeur d'anatomie de l'université de Gênes, originaire de Chiavari et personnage marqué par le jansénisme, actif en politique au moment de la République ligure et au cours de la période napoléonienne et de Maria Drago, fervente janséniste,.
Très précoce, à l'âge de 14 ans, il s'inscrit à l'université de Gênes en médecine, comme le veut son père, mais, selon un récit de sa mère, il renonce après s'être évanoui lors de sa première expérience d'autopsie. Il s'inscrit alors en droit, où il est signalé pour sa rébellion contre le règlement qui impose d'aller à la messe et en confession. À 15 ans, il est arrêté parce que, dans l'église, il refuse de laisser la place aux cadets du Collège Royal,. En mars 1821, il participe à sa première manifestation qu'il n'évoque pas dans son autobiographie jugeant l'évènement mineur.
Le passionné de littérature tombe amoureux de Goethe, Shakespeare, Byron et Foscolo, il est particulièrement impressionné par le roman Jacopo Ortis au point de ne vouloir s'habiller qu'en noir. En 1821, il prend conscience de sa vocation, profondément marqué par le passage, à Gênes, des fédérés piémontais qui, après leur tentative insurrectionnelle, s’embarquent pour l’Espagne où la lutte continue. Chez le jeune Mazzini, apparaît pour la première fois la pensée « qu'on pouvait, donc qu'il fallait, lutter pour la liberté de la patrie »,,.
En 1826, il écrit son premier essai littéraire, Dell'amor patrio di Dante publié en 1837, où Dante est présenté comme le précurseur des aspirations à l'indépendance italienne.
Le 16 avril 1827, il obtient son diplôme en droit civil et droit canon à (in utroque iure) et, la même année, une licence de philosophie. Mazzini commence à affirmer, contre le pouvoir en place, que la « patrie d’un Italien n’est ni Rome, ni Florence ou Milan, mais l’Italie tout entière ». Il commence à exercer dans l'étude d'un avocat, mais l'activité qui l'occupe la plupart du temps est celle de rédacteur auprès de l'Indicatore genovese dans lequel Mazzini commence à publier des écrits politiques, la censure laisse faire avant de suspendre le journal (décembre 1828),.
C'est à cette époque que lui nait une nouvelle pensée, la doctrine du progrès, inspirée par François Guizot et Victor Cousin.

### Situation politique de l'Italie

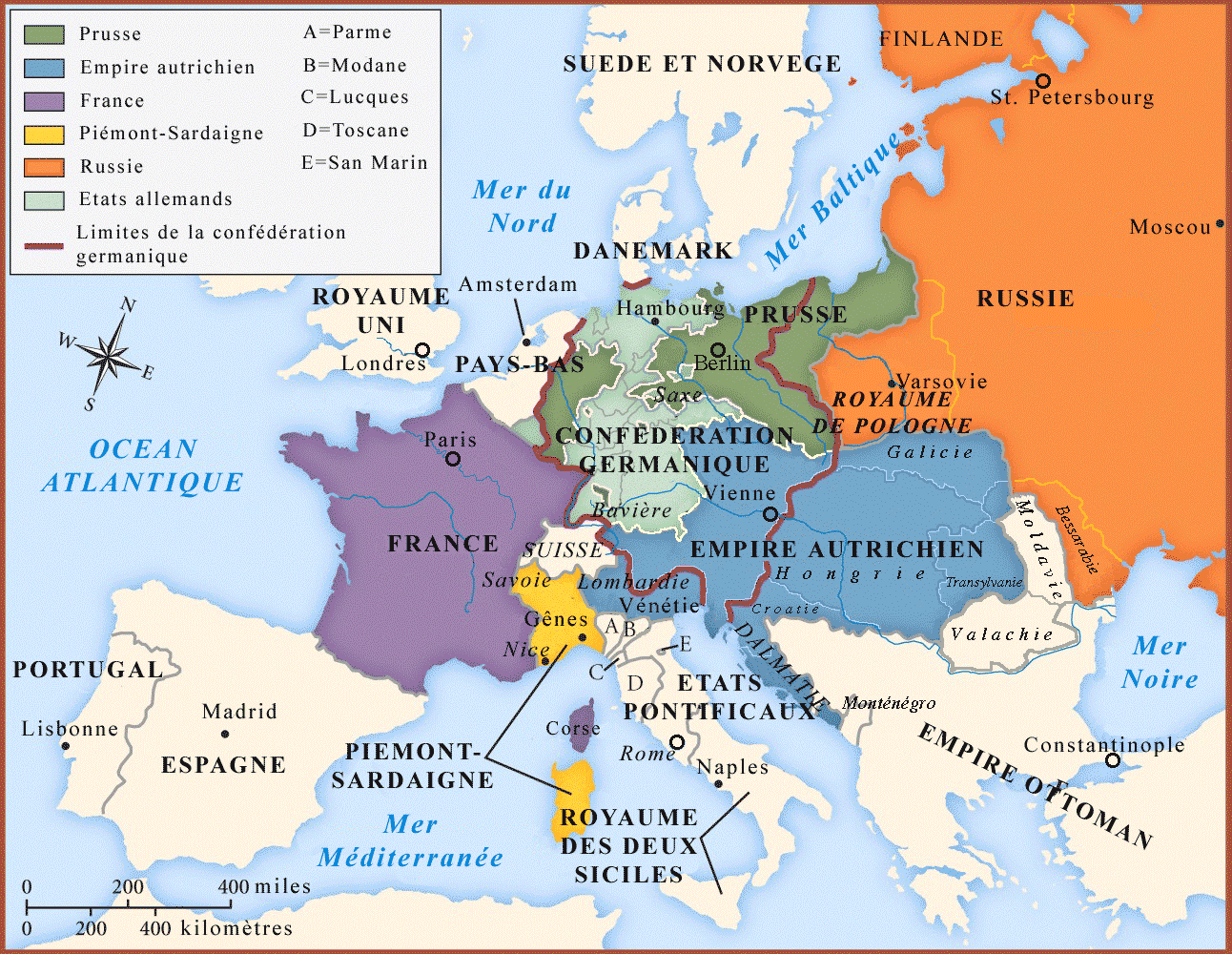
La nouvelle Europe de 1815.

Par le congrès de Vienne de 1815, qui accompagne la chute de Napoléon Ier, et qui est en grande partie orchestré par le Premier ministre autrichien, Metternich, la péninsule italienne se retrouve partagée en de multiples petits États le plus souvent sous domination autrichienne ; il en va ainsi des grandes villes du Nord, Milan, Venise rassemblées dans le royaume de Lombardie-Vénétie, du duché de Parme, du duché de Modène et du grand-duché de Toscane. Le royaume de Sardaigne, dont les monarques sont issus de la maison de Savoie et ont choisi Turin pour capitale, dans le Piémont, conserve sa souveraineté.
Le retour de monarchies absolues en Europe ravive le désir de liberté et, en 1820, la péninsule est confrontée aux premiers soulèvements organisés par l’association des Carbonari qui s’opposent à la présence autrichienne. Ces insurrections, auxquelles prennent part essentiellement des étudiants, des militaires et la jeune bourgeoisie en écartant les masses populaires, ne parviennent pas, à quelques exceptions près, à s’imposer et elles sont durement réprimées.
Ces événements forment le prélude au printemps des peuples et c’est dans ce climat de révolte que Mazzini va s'affirmer comme un leader des mouvements insurrectionnels s'opposant à la fois à ce qu'il considère, à l'occupation autrichienne et au pouvoir politique du royaume de Sardaigne.

### Le début de l’activité révolutionnaire

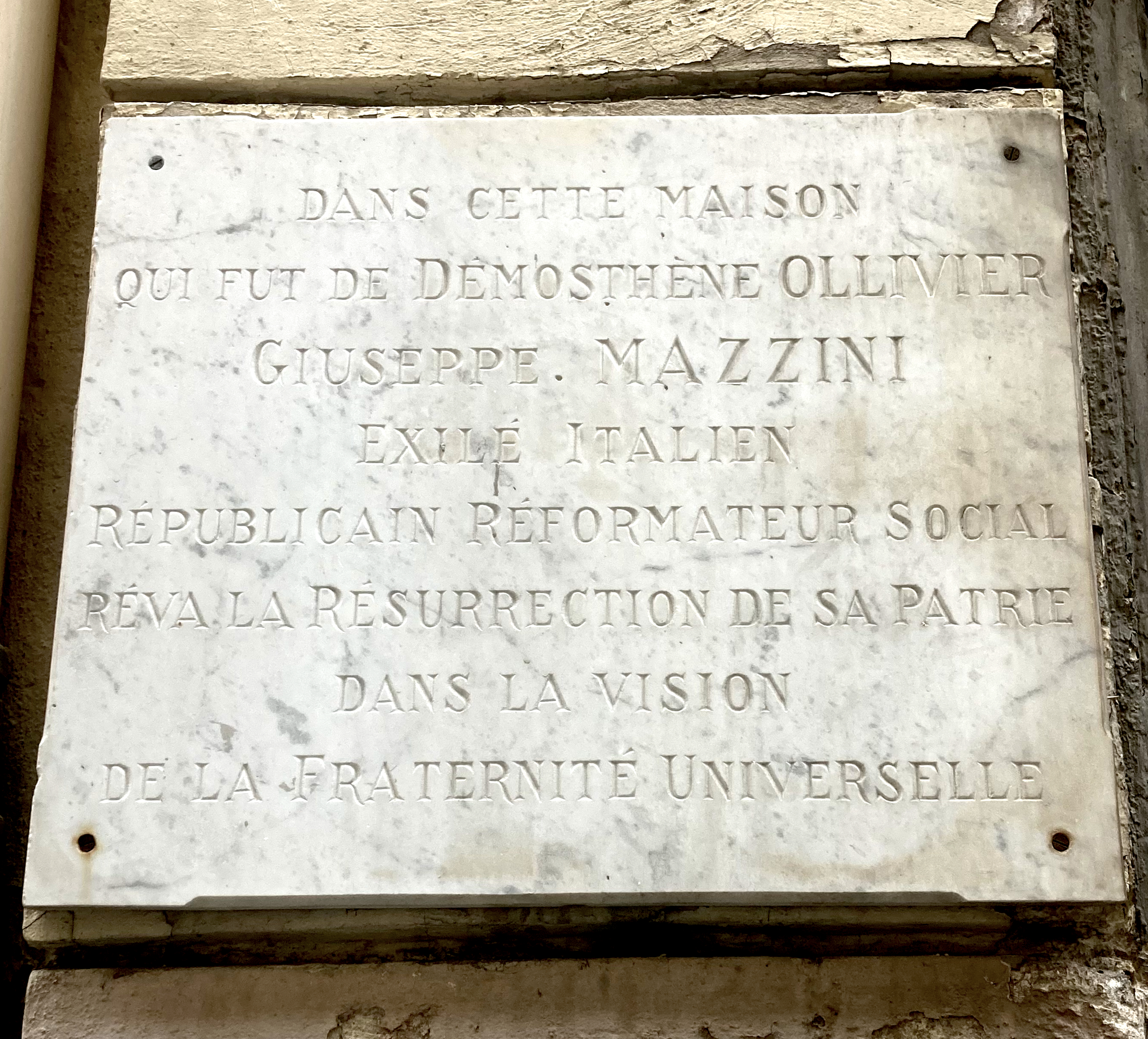
Plaque commémorative 13 rue Vincent Scotto à Marseille mentionnant Démosthène Ollivier et son ami Giuseppe Mazzini

En 1827, Mazzini est membre des Carbonari dont il devient, en 1830, un véritable dirigeant. Il est poursuivi par la police piémontaise pour ses idées et ses activités, ce qui lui vaut d'être emprisonné à Savone, la même année. N'étant pas en mesure de prouver sa culpabilité, la police de Savoie le contraint à choisir entre la résidence surveillée dans une petite ville du Piémont ou l'exil. Mazzini préfère affronter l'exil et en février 1831, il part en Suisse, puis à Lyon et enfin à Marseille où il entre en contact avec les groupes de Philippe Buonarroti et avec le mouvement saint-simonien alors diffus en France.
Il commence une analyse de l'échec des émeutes dans les duchés et les légations pontificales de 1831 et pense que les groupes carbonari ont échoué surtout en raison de la contradiction de leurs programmes et l'hétérogénéité de la classe qui en fait partie et qu'il n'avait pas été possible de réaliser une amplification du mouvement insurrectionnel en raison de l'étroitesse des projets politiques des différentes provinces, il en avait été ainsi lors des émeutes de Turin de 1821 quand les tentatives de fraternisation avec les Lombards avaient échoué. Enfin, il fallait renoncer, comme en 1821, à rechercher l'appui des princes et, comme dans les émeutes de 1830-1831, l'aide des Français.

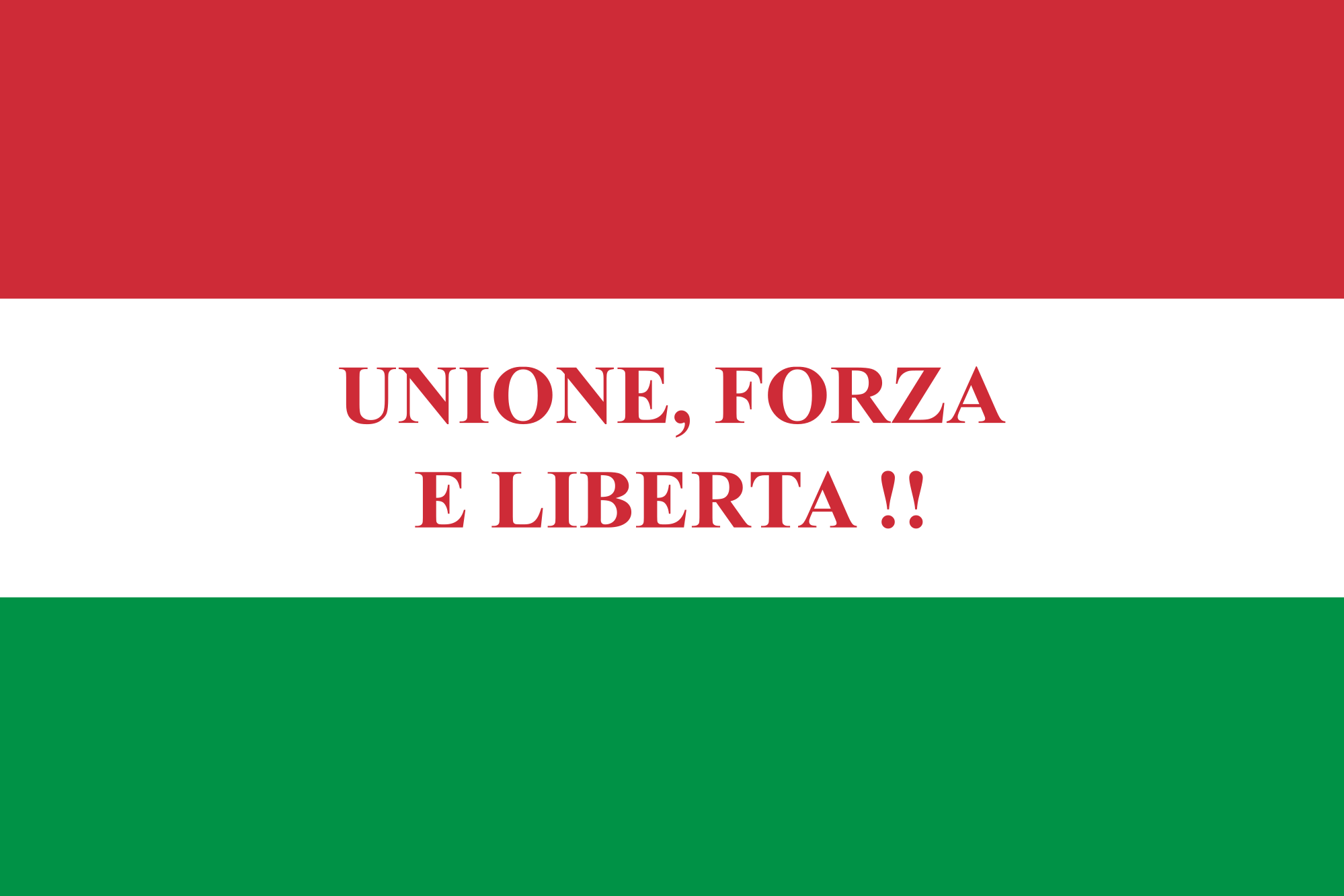
Le drapeau de la Giovine Italia.

Mazzini organise en 1831 un mouvement politique appelé Giovine Italia inspiré par le socialisme et qui s'appuie sur la jeunesse. Il prend une orientation prophético-religieuse,, la devise de l'association est « Dieu et peuple ». Son but est l'union des États italiens en une seule république avec un gouvernement central comme la seule condition possible pour la libération du peuple italien des envahisseurs étrangers. Le projet fédéraliste, selon Mazzini, parce que sans unité, manque de vigueur, aurait fait de l'Italie une nation faible, naturellement destinée à être soumise aux puissants États unitaires voisins : le fédéralisme de plus aurait rendu inefficace le projet du Risorgimento, faisant renaître les rivalités municipales, encore vives, qui ont aux yeux des idéologies radicales et démocrates du XIXe siècle caractérisé « la pire histoire » de l'Italie médiévale. L'objectif républicain et unitaire devait être atteint par un soulèvement populaire dirigé par une guerre en bande.
Avec la création de Giovane Italia en 1831, le mouvement insurrectionnel est organisé sur des objectifs politiques précis : l'indépendance, l'unité et la liberté. Il faut alors une grande mobilisation populaire car la libération italienne ne peut pas être atteinte par l'action de quelques-uns, mais avec la participation des masses. Renoncer, enfin, à toute aide extérieure pour la révolution « La Giovine Italia est déterminée à tirer parti des événements de l'étranger, mais à ne pas en faire dépendre l'heure et la nature de l'insurrection ».
Les moyens pour atteindre ces objectifs sont l'éducation et l'insurrection. Par conséquent il est nécessaire que la Giovane Italia perde autant que possible son caractère secret, mais suffisamment pour se défendre de la police, et acquérir celle de société de propagande du message politique de l'indépendance, de l'unité et de la république, notamment au travers du journal La Giovine Italia fondé en 1832 et une « association tendant avant tout à un objectif d'insurrection, mais essentiellement éducatrice jusqu'à ce jour et après ce jour »,.
À l'issue des années 1833 et 1834, l'association disparaît pendant quatre ans, pour ne reparaître qu'en 1838 en Angleterre. Dix ans plus tard, le 5 mai 1848, l'association sera définitivement dissoute par Mazzini, qui fonde, à sa place, l'Associazione Nazionale Italiana (Association nationale italienne).
Le 27 avril 1831, Charles-Albert de Sardaigne accède au trône du royaume de Sardaigne déclenchant de grands espoirs en raison de sa participation aux événements insurrectionnels de 1821 à Turin. Mazzini, bien que républicain, lui envoie une lettre publiée à Marseille l'invitant à devenir roi d'Italie et à se mettre à la tête du mouvement national italien et de renoncer aux choix. Charles-Albert ne répond pas à l'appel et s'engage dans une sévère répression contre les mouvements libéraux,.
La même année, Mazzini rencontre une femme de la noblesse aux idées mazziniennes et républicaines Giuditta Bellerio Sidoli, veuve du patriote Giovanni Sidoli et exilée aussi à Marseille. En 1832, elle donne naissance à Joseph Adolphe Démosthène Aristide Bellerio Sidoli dit Adolphe, qui meurt à l'âge de trois ans, en 1835.

### L'échec des mouvements insurrectionnels

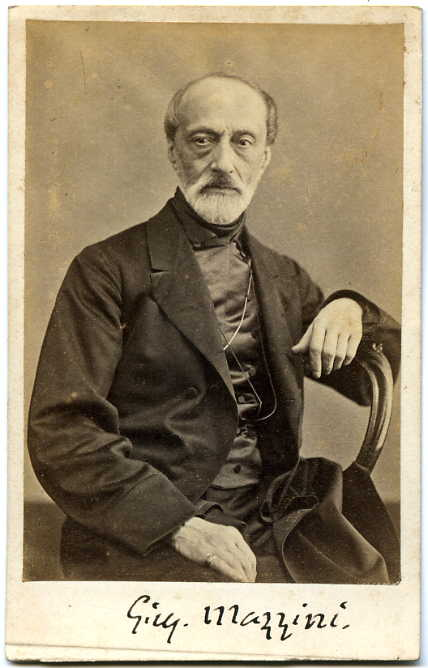
Mazzini, photo signée, prise par Domenico Lama.

Les adhésions enthousiastes au programme de la Giovane Italia se produisent surtout parmi les jeunes de Ligurie, du Piémont, de l'Émilie et de Toscane, qui se mettent immédiatement à l'épreuve en organisant au cours des années 1833-1834 une série d'insurrections qui se concluent par des arrestations, des emprisonnements et des condamnations à mort. Giuditta est l'administratrice et la comptable du journal politique la Giovine Italia. Apprenant l'arrestation imminente par les autorités françaises de Mazzini qui à cette époque est gravement malade, elle le suit dans son exil à Genève pour prendre soin de lui.

#### Les émeutes de Savoie (1833)
Au début de 1833, Mazzini organise sa première insurrection qui a comme foyers révolutionnaires Chambéry, Turin, Alexandrie et Gênes. Il envisage l'assassinat de roi Charles-Albert et compte sur une vaste adhésion de l'armée. Mais avant même le début du soulèvement, la police des Savoie, en raison d'une rixe survenue entre les soldats de Savoie, découvre et arrête plusieurs des conjurés qui sont durement poursuivis car la loyauté de l'armée envers Charles-Albert est le fondement de la sécurité de son pouvoir. Parmi les condamnés il y a les frères Giovanni et Jacopo Ruffini, amis personnels de Mazzini et à la tête de la Giovine Italia de Gênes, l'avocat Andrea Vochieri et l'abbé turinois Vincenzo Gioberti. Ils sont jugés par un tribunal militaire, et douze d'entre eux sont condamnés à mort, parmi lesquels Vochieri, tandis que Jacopo Ruffini, afin de ne pas trahir, se suicide en prison ce dont Mazzini se sent responsable. Mazzini, qui entre-temps est expulsé de la France (août 1832), est condamné à mort par le tribunal militaire d'Alexandrie (26 octobre 1833) pour avoir « concerté, excité et promu » au moyen d'« écrits séditieux » une large conspiration afin de détruire l'ordre en place.

#### La tentative d'invasion de la Savoie et les émeutes de Gênes (1834)
L'échec du premier mouvement insurrectionnel n'arrête pas Mazzini, convaincu que c'est le moment opportun et que le peuple va suivre. Il espère aussi que l'expédition provoque un conflit international notamment entre la France et l'Autriche ce qui provoque l'intérêt des démocrates européens particulièrement les républicains français. Depuis Genève, avec d'autres Italiens et quelques Allemands et Polonais, au total 200 hommes, il organise à l'action militaire contre l’État des Savoie. À la tête de la révolte il y a le général Gerolamo Ramorino, plus mercenaire que général, qui a déjà pris part aux émeutes de 1831, ce choix s'avère être une erreur car Ramorino joue l'argent collecté pour l'insurrection et reporte sans cesse l'expédition, de sorte que lorsque le 2 février 1834, il décide de traverser la frontière de la Savoie avec ses hommes, quelques centaines, la police, alertée depuis longtemps, disperse très facilement les volontaires qui occupent un poste douanier.
Au même moment, une révolte doit éclater à Gênes sous la direction de Giuseppe Garibaldi qui s'est enrôlé dans la marine de guerre sarde afin de faire de la propagande révolutionnaire parmi les équipages. Quand il arrive sur le lieu où le soulèvement aurait dû commencer, il ne trouve personne, et resté seul, il est contraint de fuir. Il réussit à échapper à une condamnation à mort en montant sur un bateau en partance pour l'Amérique du Sud, où il continue à se battre pour la liberté des peuples. Ces faits sont mis en doute et ne sont pas relatés par Garibaldi dans ses mémoires.
Mazzini, parce qu'il a pris part personnellement à l'expédition avec Gerolamo Ramorino, est expulsé de la Suisse et doit chercher refuge en Angleterre. Il y poursuit son action politique par des discours publics, des lettres et des écrits dans les journaux et revues, aidant à distance les Italiens à maintenir le désir d'unité et d'indépendance. Bien que l'échec des mouvements insurrectionnels soit total, après ces événements, la ligne politique de Charles-Albert change, craignant que ces réactions excessives puissent devenir dangereuses pour la monarchie.
Il n'en reste pas moins que les actions donnent du crédit et une notoriété internationale à Mazzini ce qui l'incite à poursuivre son objectif depuis l'exil avec une inflexible constance. D'autres tentatives sont des échecs, Palerme, dans les Abruzzes, en Lombardie occupée par les Autrichiens, en Toscane. L'échec de ces nombreux efforts et le prix très élevé du sang versé fait traverser à Mazzini ce qu'il appelle « la tempête du doute » dont il sort religieusement convaincu encore une fois de la validité de ses idéaux politiques et moraux.

#### La démarche européenne
Le 15 avril 1834, près de Berne, sept Italiens dont Mazzini, cinq Allemands et cinq Polonais fondent l'association Giovine Europa par une alliance fraternelle,.
La Giovine Europa est la plus grande réalisation de ses idées de la liberté des nations. Son but est de fédérer les nations européennes sur des bases républicaines. Le mouvement a également un rôle important dans la promotion des droits des femmes, comme en témoigne l’œuvre de nombreuses mazziniennes, parmi lesquelles Giorgina Saffi, la femme d'Aurelio Saffi, l'un des plus proches collaborateurs de Mazzini et son héritier en matière de mazzinianisme politique.
Mazzini pense que l'Italie doit prendre la tête du mouvement de régénération de l'Europe, alors en grande partie sous domination de souverains très autoritaires et particulièrement l'Autriche. Il proclame le principe de « l'égalité de tous les peuples ». Il fonde d'autres mouvements politiques pour la libération et l'unification des autres pays européens : la Giovine Germania, la Giovine Polonia, la Giovine Svizzera, la Giovine Belgio et la Giovine Spagna. La Giovine Europa inspire également un groupe de jeunes cadets de l'armée turque et d'étudiants qui prendront le nom de Jeunes-Turcs.
En 1835, il publie Foi et avenir rédigé en français et qui fournit une synthèse de ses idées, et en 1837, Devoirs de l’Homme.
En 1837, il est expulsé de Suisse et se fixe à Londres où il vit petitement de la rédaction d'articles de presse et du soutien financier de ses parents. Il est abandonné par Giuditta Bellerio, qui retourne en Italie pour rejoindre ses enfants. Même après avoir mis fin à leur relation, Mazzini et Giuditta restent en contact : « Souris-moi! C'est le seul sourire qui me vient de la vie ».
Il fait la connaissance de Thomas Carlyle et de son épouse qui lui fait découvrir Londres et les conditions de vie misérables des émigrés italiens pour qui il crée une école (1841). Il tente de lancer des mouvements insurrectionnels à Bologne et à Imola en 1842, à Cosenza en 1844, à Rimini en 1845. Tous sont des échecs.

#### Les frères Bandiera (1844)
L'émeute organisée à Bologne en 1843, attire deux jeunes officiers de la marine autrichienne, Attilio et Emilio Bandiera. Avec le soutien de Mazzini, ils débarquent près de Cosenza dans le royaume de Naples, mais ils sont arrêtés et exécutés.

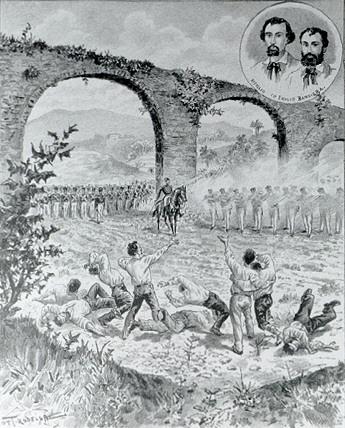
Exécution des frères Bandiera.

Nobles, fils de l'amiral Francesco Bandiera et, à leur tour, officiers de la marine autrichienne, ils adhèrent aux idées de Mazzini et fondent une société secrète, l'Esperia avec laquelle ils envisagent de provoquer un soulèvement populaire dans le sud de l'Italie.
Ils apprennent le déclenchement d'une émeute à Cosenza, le 15 mars, qu'ils croient conduite au nom de Mazzini. Le 13 juin 1844, les frères Attilio et Emilio Bandiera rejoignent la Calabre, accompagnés de dix-sept camarades, du brigand calabrais Giuseppe Meluso et du corse Pietro Boccheciampe. Ils débarquent, le 16 juin 1844, à l'embouchure de la rivière Neto, près de Crotone où ils apprennent que l'insurrection a été réprimée dans le sang et qu'il n'y a plus aucune rébellion contre l'autorité du roi.
Boccheciampe, apprenant qu'il n'y a plus d'insurrection disparaît et se rend au poste de police de Crotone pour dénoncer ses compagnons tandis que les deux frères veulent poursuivre l'entreprise et se rendent à la Sila.
La recherche des rebelles par les gardes civiques des Bourbon débute, aidé par des citoyens ordinaires qui croient que les mazziniens sont des brigands. Rejoints, après quelques échanges de tirs, ils sont capturés et conduits à Cosenza, où les frères Bandiera avec d'autres combattants sont fusillés dans le vallon de Rovito, le 25 juillet 1844.
Le roi Ferdinand II remercie la population pour le grand attachement montré à la Couronne et les récompense en distribuant des médailles d'or, de l'argent et des généreuses pensions.
Mazzini, de son côté, accuse le gouvernement britannique d'avoir transmis des informations sur les expéditions aux Napolitains, et la question est soulevée devant le Parlement britannique. Quand il est admis que sa correspondance privée a été ouverte, et que son contenu a été révélé par le ministère des Affaires étrangères au gouvernement napolitain, Mazzini gagne en popularité et le soutien des libéraux britanniques, qui sont scandalisés par l'intrusion du gouvernement dans sa correspondance privée. Des publications récentes, en particulier la biographie de Sir James Graham, ont tendance à disculper le gouvernement britannique.
Le 28 avril 1847, il crée, avec William James Linton, la People's International League, la première association populaire anglaise à s'occuper d'affaires étrangères après l'annexion d'une partie de la Pologne par l'Autriche.
Le 8 septembre 1847 il demande au pape Pie IX de prendre la tête d'un mouvement pour l'unité de l'Italie, celui-ci ne lui répond pas, Mazzini dira dans ses mémoires avoir agi par provocation :
| Beatissimo Padre, adoro Dio e un’idea che mi pare di Dio: l’Italia una, angelo di unità morale e di civiltà progressiva per le nazioni d’Europa. Non v’è uomo, non dirò in Italia, ma in Europa, che sia più potente di voi. Voi dunque avete immensi doveri. Per opera del tempo e affrettate dai vostri predecessori e dall’alta gerarchia della Chiesa, le credenze sono morte. Il cattolicesimo si è perduto nel dispotismo, il protestantesimo si perde nell’anarchia. Guardatevi intorno, troverete superstiziosi e ipocriti; non credenti. Vi chiamo, dopo tanti secoli di dubbio e di corruttela, ad essere apostolo dell’eterno Vero. Siate credente. Aborrite dall’essere re, politico, uomo di Stato. Unificate l’Italia, la patria vostra. | Très Saint Père, j'adore Dieu et une idée qui me parait de Dieu : l'Italie une, ange d'unité morale et de la civilisation progressive pour les nations d'Europe. Il n'est pas un homme, je ne dirai en Italie, mais en Europe, qui est plus puissant que vous. Vous avez donc d'énormes responsabilités. Par l’œuvre du temps qui passe et presser par vos prédécesseurs et par la haute hiérarchie de l'Église, les croyances sont mortes. Le catholicisme s'est perdu dans le despotisme, le protestantisme se perd dans l'anarchie. Regardez autour de vous, vous trouverez des superstitieux et des hypocrites, pas de croyants. J'en appelle à vous, après tant de siècles de doute et de corruption, d'être l'apôtre de la vérité éternelle. Soyez croyant. Abhorrez d'être roi, homme politique, homme d'État. Unifiez Italie, votre patrie. |

Le 5 mars 1848, Mazzini est à Paris, où la Deuxième République vient de mettre en place un gouvernement provisoire républicain, mettant ainsi fin à la monarchie de Juillet. Il lance une nouvelle association politique, l'Associazione Nazionale Italiana (Association nationale italienne) qui remplace  Giovine Italia.

#### Les révolutions manquées

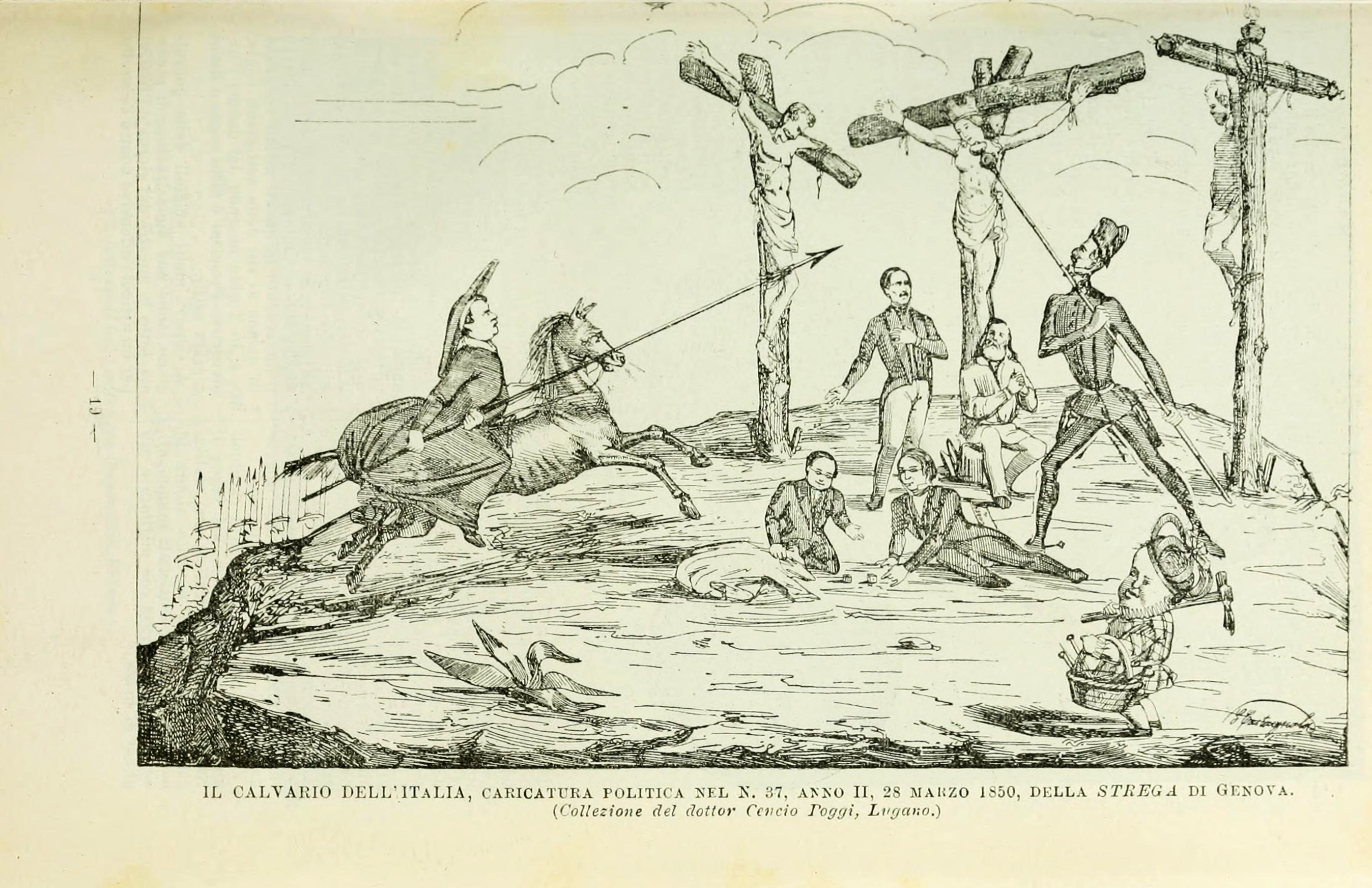
Vision satirique de la situation politique italienne en mars 1850 signée Gabriele Castagnola et publiée dans le journal de Mazzini, La Strega.

Au cours des années 1848-1849, Mazzini a la possibilité, pour la première fois, d'occuper le premier rôle dans les évènements italiens. Le 7 avril, il se rend en Italie où il est acclamé à Milan qui s'est insurgée contre les Autrichiens. Là, il s'entretient avec les chefs républicains avec qui il s'oppose, notamment Carlo Cattaneo, privilégiant l'indépendance italienne à la démocratie et à la république. Il quitte la ville après la défaite italienne de Custoza, celle-là même qui contraint Charles-Albert de Sardaigne accepter l'armistice signé par Salasco. Il se joint à un groupe de volontaires garibaldiens avant de rejoindre la Suisse puis la France.
Après l'échec des insurrections de 1848, Mazzini est le chef de la courte expérience de la République romaine avec Aurelio Saffi et Carlo Armellini ce qui est, pour lui, un succès d'une énorme portée, il déclare : « Vingt ans d'exil me sont largement payés ». Il en est chassé par les Français venus rétablir sur le trône le pape Pie IX.
En 1849, il s'installe à Londres, où il reste jusqu'en 1868. Au cours de cette période, il entre en conflit avec les courants du mouvement démocratique européen leur reprochant de trop mettre en avant le principe des droits de l'homme, au détriment de celui de ses devoirs et notamment avec la gauche française. Ceux-ci lui reprochent d'avoir une activité trop orientée en faveur de l'Italie et d'être un tyran en puissance. George Sand, avec qui il s'est lié d'amitié depuis 1842 et qui préfaça et traduisit son ouvrage République et royauté en Italie en 1850 se détache de lui. Mazzini collabore avec Ledru-Rollin alors exilé à Londres en créant le Comité central démocratique européen et noue des contacts avec Victor Hugo. La devise Dio e il Popolo, l'appel aux devoirs plutôt qu'aux droits, la critique de la Révolution française constitue, selon l'historien Simon Levis Sullam, les composants anti-démocratiques de sa pensée politique.

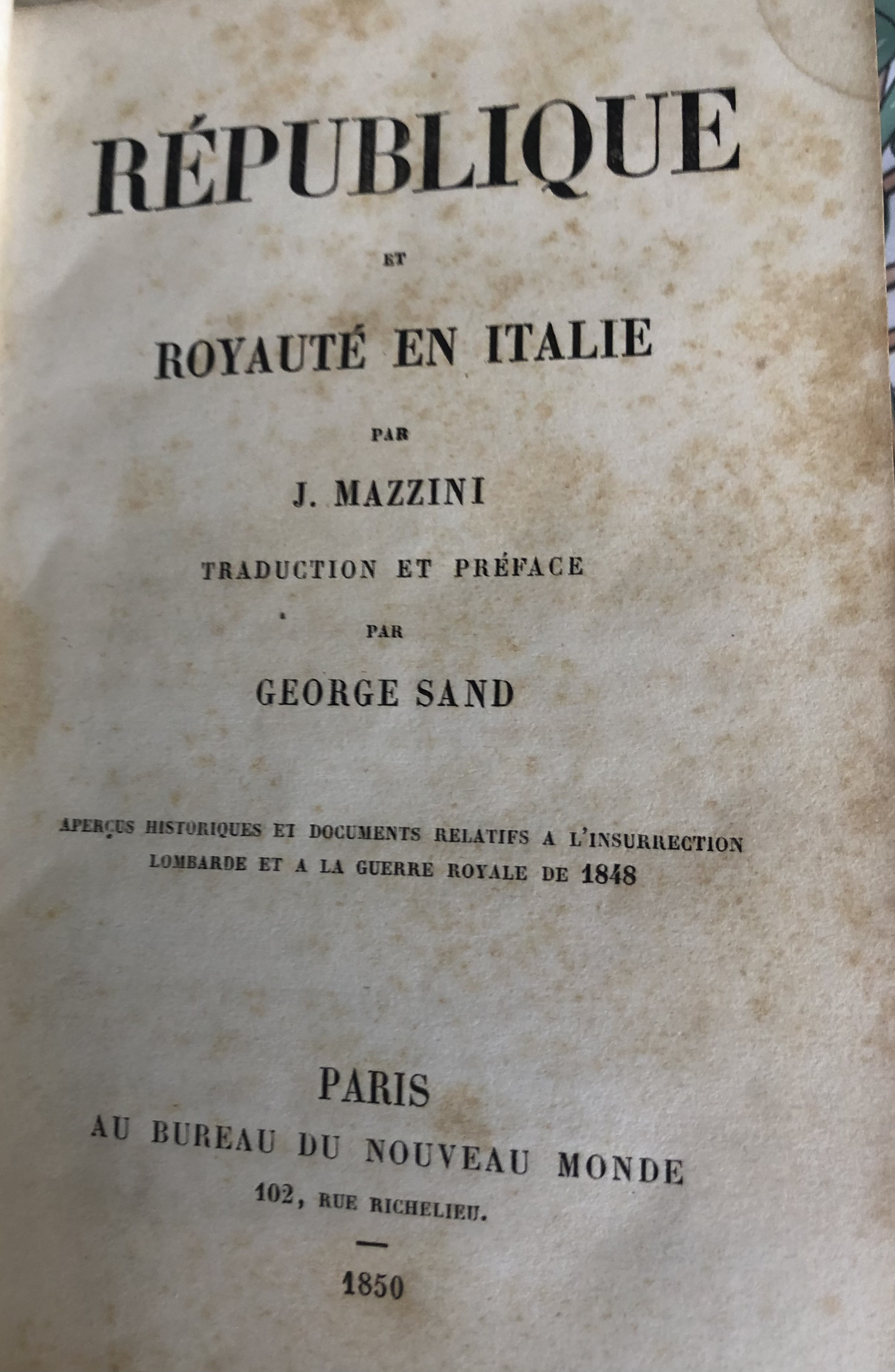
George Sand Traductrice.

Il tente sans succès de soulever Mantoue (1852), Milan (1853), Gênes et Livourne (1857) ce qui lui vaut une seconde condamnation à mort. Concernant les évènements de Milan, Karl Marx, dans un article dans le New York Daily Tribune du 8 mars 1853, intitulé « Les mouvements de Milan », critique violemment Mazzini qu'il appelle ironiquement le « Théopompe », le « messager de Dieu », lui attribuant la culpabilité de l’échec des révolutions spontanées par manque d’organisation aboutissant au sacrifice des insurgés, il écrit : « L'insurrection de Milan est importante parce qu'elle est un symptôme de la crise révolutionnaire qui menace le continent européen tout entier. Et elle est admirable en raison de l'acte héroïque d'une poignée de prolétaires qui, armés seulement de couteaux, ont eu le courage d'attaquer une ville et une armée de 40 000 soldats parmi les meilleurs en Europe… Mais comme grand final de la conspiration éternelle de Mazzini, de ses proclamations ronflantes et ses tirades contre le peuple français, est un résultat très pauvre. La présomption est que, désormais, il faut mettre fin aux révolutions improvisées, comme disent les Français… En politique, comme cela se fait dans la poésie, les révolutions ne sont jamais faites sur ordre. » Avec cet échec, Mazzini dilapide une grande partie du prestige acquis en 1848-1849.
En 1853, il dissout l'Associazione Nazionale Italiana et crée le partito d'azione (parti d'action) afin de relancer l'action révolutionnaire et en riposte aux critiques de sa stratégie qui se diffusent dans le camp démocratique. Alors que certains comme Ferrari, Montanelli et Pisacane veulent un contenu plus social au mouvement démocratique d'autres, les plus nombreux commencent à voir dans le roi du royaume de Sardaigne et son Premier ministre Camillo Cavour les dirigeants du mouvement de réunification. Garibaldi a déjà pris ses distances en 1854. En 1855, Daniele Manin, en particulier, appelle ses amis à soutenir l'action de la Maison de Savoie dans une déclaration retentissante : « Persuadé qu'il faut avant tout faire l'Italie, que c'est la question primordiale, je dis à la maison de Savoie : Faites l'Italie et je suis avec vous, sinon non… Moi républicain, je plante le premier l'étendard de l'unification : L'Italie avec le roi sarde ». Il fonde, avec La Farina, un parti monarcho-unitaire opposé à celui de Mazzini, la Società nazionale italiana en 1857, ce qui signifie séparer l'unification de l'Italie de la réforme sociale et politique préconisée par Mazzini.
Cavour est habile à forger une alliance avec la France et à conduire une série de guerres qui conduisent à la naissance de l'État italien entre 1859 et 1861, mais la nature politique de la nouvelle équipe gouvernementale est bien loin de la république mazzinienne.

#### L'expédition de Sapri (1857)

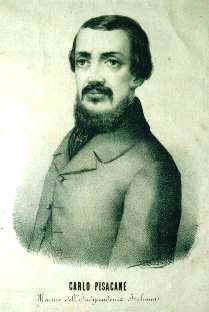
Carlo Pisacane.

Le plan initial, selon la méthode insurrectionnelle mazzinienne, prévoit d'activer un foyer de rébellion en Sicile où il y a un mécontentement généralisé contre les Bourbon, et de là, l'étendre à l'ensemble du sud de l'Italie. Plus la suite, un départ du port de Gênes pour débarquer à Ponza semble plus approprié afin de libérer les prisonniers politiques qui viendront renforcer les rangs de l'expédition avant d'atteindre Sapri, qui, à la frontière entre la Campanie et la Basilicate, est considérée comme une position stratégique idéale pour attendre des renforts et marcher sur Naples.
Le 25 juin 1857, Pisacane s'embarque avec vingt-quatre compagnons, y compris Giovanni Nicotera et Giovan Battista Falcone, sur le bateau de ligne Cagliari, de la Société Rubattino. Le 26 juin, ils débarquent à Ponza où, en agitant le drapeau tricolore, ils réussissent facilement à libérer 323 prisonniers, quelques-uns pour des raisons politiques mais pour le reste, des criminels de droit commun, qui s'engagent pour la quasi-totalité dans l'expédition. Le 28 juin, le Cagliari repart accompagné de ses prisonniers de droit commun et des armes volées aux gardes de la prison. Dans la soirée, les conspirateurs débarquent à Sapri, où mais ils ne trouvent pas les rebelles qu'ils espéraient. Au contraire, ils doivent affronter les faux des paysans auxquels les autorités ont annoncé le débarquement d'une bande de bandits évadés de l'île de Ponza. Le 1er juillet, à Padula, ils sont encerclés et vingt-cinq d'entre eux sont massacrés par les paysans. Les autres, au total 150 hommes sont capturés et remis à la police.
Pisacane, avec Nicotera, Falcone et les derniers survivants réussissent à fuir à Sanza où ils sont à nouveau agressés par la population, 83 autres rebelles sont tués. Pisacane et Falcone se suicident avec leurs armes, tandis que ceux qui ont échappé à la colère populaire sont jugés en janvier 1858. Condamnés à mort, ils sont graciés par le roi et condamnés à la prison à perpétuité.
Bien qu'il s'agisse d'une entreprise typiquement mazzinienne, Pisacane avait pris ses distances avec le credo politique du Maitre pour se rapprocher d'un socialisme libertaire exprimé par la formule « libertà e associazione » (liberté et association).
Contrairement à Mazzini, en ce qui concerne les questions sociales, propose une solution sur les classes seulement après avoir résolu le problème unitaire, Pisacane pense que pour parvenir à une révolution patriotique unifiée et nationale, il faut d'abord résoudre la question paysanne, qui est celle de la réforme agraire. Comme il l'écrit dans son testament politique en l'annexe de Saggio sulla rivoluzione : « profonde est ma conviction d'être la propagande de l'idée une chimère et l'instruction populaire une absurdité. les idées découlent des faits et non le contraire, le peuple ne sera pas libre dès lors qu’il sera instruit, mais sera tôt instruit une fois libre […] L’utilisation de la baïonnette à Milan a produit une propagande plus efficace qu’un millier de livres. ».
Pisacane est proche des idées de Mazzini quand il ajoute que même si la rébellion est un échec « ma récompense, je la trouverais dans les profondeurs de ma conscience et l'âme de ces chers et généreux amis… que si notre sacrifice n'apporte pas de bien à l'Italie, ce sera au moins une gloire pour elle d'avoir engendré des enfants qui voulait se sacrifier pour son avenir ».
L'expédition ratée a en effet le mérite de relancer auprès de l'opinion publique italienne la « question napolitaine », à savoir la libération du mezzogiorno italien de la mauvaise gouvernance des Bourbons italiens que le politicien britannique, William Ewart Gladstone, décrit comme « la négation de Dieu érigée en système de gouvernement ».
En 1858, Mazzini condamne l'alliance franco-piémontaise (1858) et la cession de la Savoie et du comté de Nice à la France (1860) mais son influence est alors réduite à sa plus simple expression, l'union patriotique se faisant autour de la monarchie. Le 20 mai 1860, il quitte Londres souhaitant rejoindre Giuseppe Garibaldi pour participer à l'expédition des Mille qu'il soutient voyant l'occasion de poursuivre l'action par la libération de Rome ce qui place Camillo Cavour dans une situation diplomatique difficile à l'égard de la France qui protège les États pontificaux. Il arrive le 7 mai à Gênes où il incite à porter la révolution dans les provinces de la papauté et sollicite une autre expédition en Ombrie et dans les Marches. Le gouvernement piémontais fait en sorte que les aides recueillies par le mouvement de solidarité national et centralisé par la Società Nazionale soient dirigées uniquement vers la Sicile.
Le royaume d'Italie institué en 1861 est repoussé par Mazzini, il juge que le gouvernement Cavour s'est opposé au Risorgimento pour finalement en recueillir les bénéfices sans jamais en prendre l'initiative, la guerre menée contre les Autrichiens l'a été sous les ordres de Napoléon III et l'invasion des Marches et de l'Ombrie avait pour objectif d’empêcher la prise de Rome.
En 1860, le livre Dei doveri dell'uomo, synthèse de sa pensée morale, politique et sociale est édité à Lugano. L'ouvrage adressé aux ouvriers italiens est probablement inspiré du livre du peuple de Lamennais que Mazzini appelle le représentant du « catholicisme social » et avec qui, il échange une longue correspondance.

### Après l'unité
Mazzini crée ses deux dernières associations La Falange sacra (1864) et l’Alleanza repubblicana universale (1866).
Le 25 février 1866, Messine est appelée à voter pour élire ses députés au nouveau parlement de Florence. Mazzini est candidat dans le deuxième collège, mais il est incapable de faire campagne, car il est en exil à Londres. Il a, sur sa tête, deux condamnations à mort : celle infligée par un tribunal de Gênes pour les émeutes de 1857 (le 19 novembre 1857, en première instance et le 20 mars 1858 en appel) ; une condamnation à mort lui a été infligée par le tribunal de Paris pour complicité dans un attentat contre Napoléon III. 

De façon inattendue, Mazzini gagne l'élection avec une large avance, 446 voix. Le 24 mars, après deux jours de débat, la Chambre annule l'élection en raison des condamnations. 

Deux mois après, les électeurs du deuxième collège de Messine retournent aux urnes : Mazzini remporte de nouveau les élections. La Chambre, après un examen plus approfondi, annule de nouveau l'élection le 18 juin. Ce même jour le Suprême Conseil du Rite écossais ancien et accepté résidant à  Palerme lui confère le 33e et dernier degré du rite. Le 18 novembre, Mazzini est réélu une troisième fois, la Chambre, cette fois, valide l'élection. 

Mazzini, même amnistié ou gracié, refuse la charge pour éviter d'avoir à prêter serment au Statut albertin, la constitution de la monarchie de Savoie. En fait, il n'acceptera jamais la monarchie et continuera à se battre pour ses idéaux républicains.
En 1868, il quitte Londres et s'installe en Suisse, à Lugano et tente de fonder une alliance républicaine universelle. En 1870, les deux condamnations à mort prononcées à l'époque du royaume de Sardaigne sont amnistiées. Mazzini rentre en Italie et se consacre immédiatement à l'organisation des mouvements populaires en faveur de la conquête des États de l'Église. Le 11 août il part en bateau pour la Sicile dans le but de créer la république italienne alors que le roi Victor-Emmanuel II vient de terminer l'unification de l'Italie, mais le 14, à l'arrivée dans le port de Palerme, il est arrêté et emprisonné dans la prison militaire de Gaète. Il est contraint de nouveau à l'exil.
De mars à juillet 1871, Mazzini lance dans son journal, La Roma del Popolo, de vigoureuses attaques contre le socialisme, contre la Commune de Paris et contre l'Internationale, qu'il dénonce aux ouvriers italiens comme une institution dangereuse alors qu'il influence le mouvement socialiste naissant et que de nombreuses associations ouvrières sont organisées par les mazziniens. L'appel de la Commune à faire de la France une fédération de villes libres est particulièrement intolérable à ce nationaliste qui est l'artisan infatigable de l'unité italienne. Bakounine, qui connait bien l'Italie pour y avoir vécu, répond par un article paru dans le Gazzettino Rosa du 16 août : la Risposta d'un Internazionale a Giuseppe Mazzini. Il y prend le contre-pied complet des opinions de Mazzini, sur la religion notamment, et affirme hautement les valeurs de l'Internationale. Au cours de la polémique qui se développe ensuite entre Mazzini et Bakounine, ce dernier se lance dans la rédaction d'une longue brochure, La Théologie politique de Mazzini et l'Internationale, qui est publiée (en français) à Neuchâtel chez Guillaume.
Mazzini suggère, dans ce même numéro de La Roma del Popolo qui a provoqué la Risposta de Bakounine, la tenue d'un congrès des associations ouvrières. Il espère ainsi reprendre le contrôle de ces organisations sur les bases idéalistes et nationales qui sont les siennes. Le congrès se tient à Rome du 1er au 3 novembre 1871. Bakounine, à partir du milieu du mois d'octobre, rédige en toute hâte un texte qui est publié en brochure et distribué aux délégués du congrès : Il socialismo e Mazzini. Lettera agli amici d'Italia.

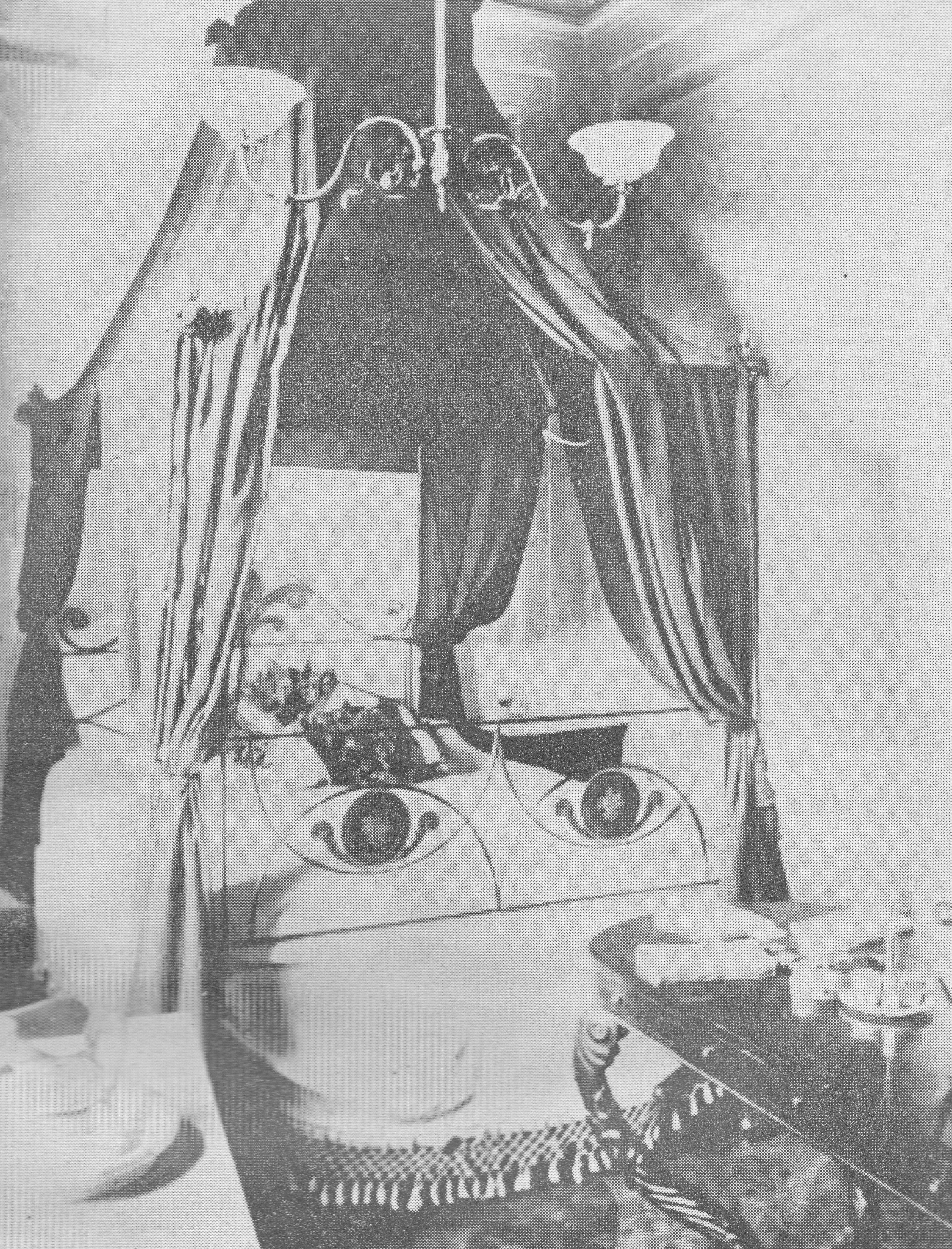
Le lit de mort de Mazzini, qui a été détruit pendant les bombardements de Pise en 1943.

Si la stratégie suivie par Mazzini est dictée par la peur de voir le mouvement ouvrier échapper à son influence, il est clair que le débat n'a pas les résultats qu'il escompte. La brutale répression de la Commune de Paris a attiré en Italie la sympathie sur l'Internationale et les attaques de Mazzini ont accéléré le processus en faisant se détourner de lui nombre de travailleurs. Bakounine dit de Mazzini : « Le célèbre révolutionnaire Giuseppe Mazzini, mieux connu en Russie comme un patriote italien, conspirateur et agitateur que métaphysiste déiste et fondateur de la nouvelle église en Italie, oui, Mazzini jugea utile et nécessaire en 1871, au lendemain de la défaite de la Commune de Paris, lorsque les féroces exécuteurs de Versailles fusillèrent par milliers les Communards désarmés, de soutenir l'anathème de l’Église catholique et les persécutions policières de l’État avec son propre anathème prétendument patriotique et révolutionnaire mais dans sa substance absolument bourgeoise et théologique ». L'influence de Bakounine en Italie s'en trouve grandie et lorsque le conflit avec le Conseil général entre dans sa phase aigüe, les réseaux militants et les groupes de l'Internationale qui se sont constitués en Italie se placent majoritairement de son côté.
Le 7 février 1872, Mazzini réussit à venir sous le faux nom de Giorgio Brown à Pise. Malade depuis quelque temps, il vit caché dans la maison de Pellegrino Rosselli, jusqu'au jour de sa mort, le 10 mars alors que police du royaume d'Italie est sur le point de l'arrêter à nouveau.

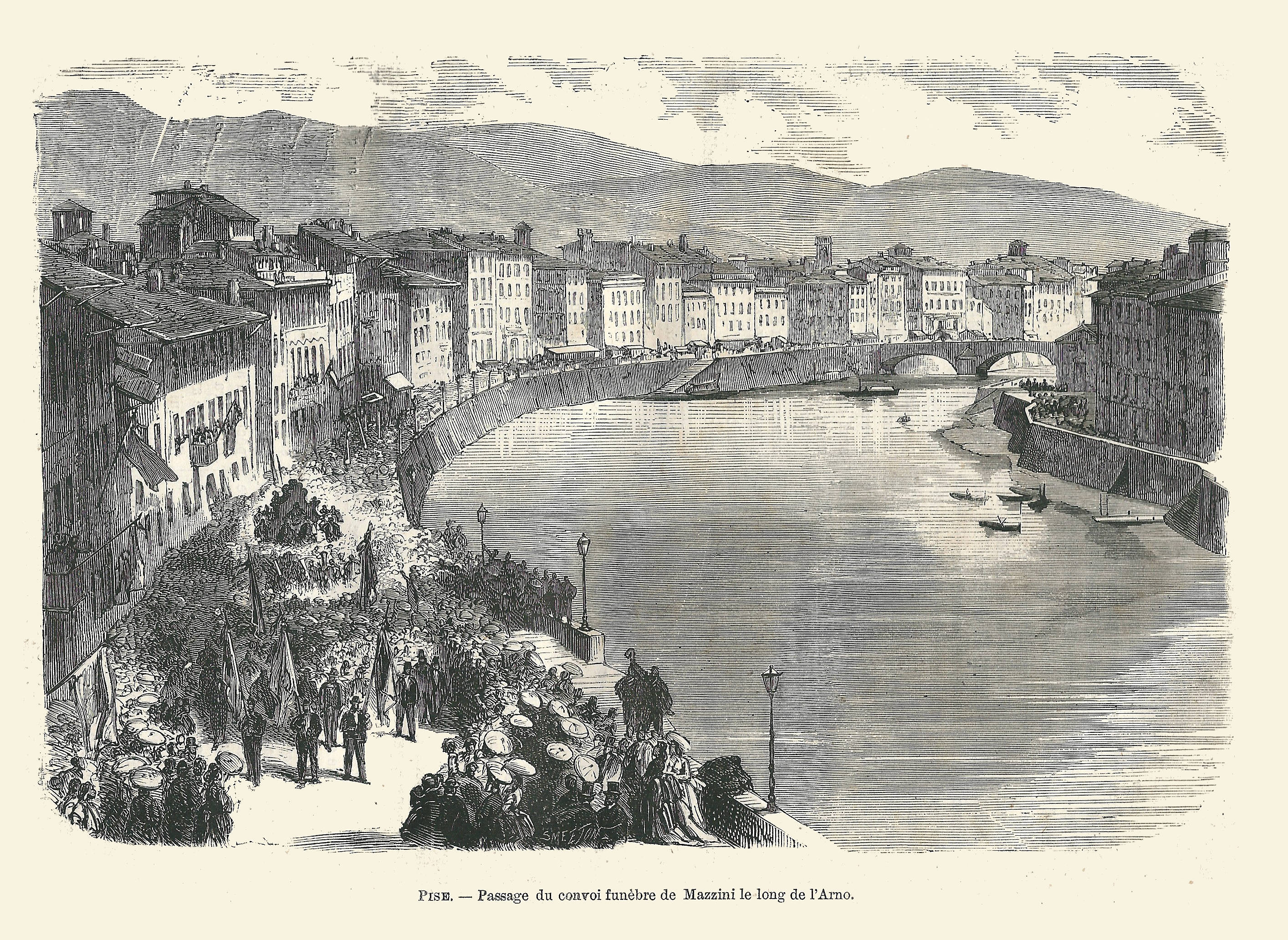
Passage du convoi funèbre de Mazzini, le long de l'Arno à Pise

La nouvelle de sa mort se répand rapidement, bouleversant l'Italie. Le lendemain de sa mort, le Parlement approuve à l'unanimité un ordre du jour de condoléances mais aucun parlementaire ne prend la parole dans la crainte de mettre Victor-Emmanuel II et le gouvernement dans l'embarras.
Son corps est embaumé par le scientifique Paolo Gorini, accouru spécialement de Lodi. Une foule immense assiste aux funérailles qui se tiennent l'après-midi du 14 mars dans la ville toscane, et accompagne le cercueil vers le train à destination de Gênes, où il est enterré au cimetière de Staglieno.
Sur le mausolée, de style néoclassique, n'est inscrit que son nom et dans la crypte sont présents de nombreux drapeaux tricolores et inscriptions laissées par les groupes mazziniens ou des personnalités comme Carducci. Sur la tombe il est écrit : « Giuseppe Mazzini. Un Italiano » et l'épitaphe : « Le corps à Gênes, le nom aux siècles, l'âme de l'humanité ».

## La pensée politique
Pour bien comprendre la doctrine politique de Mazzini, il faut se référer à la pensée religieuse qui inspire la période de la Restauration après la chute du Napoléon.

### L'idée répandue en Europe à l'époque de Mazzini
- Si vous ne connaissez pas le sujet, laissez ce bandeau (vous pouvez alors contacter les auteurs).
- Si vous supprimez le contenu mis en cause (vous pouvez préalablement contacter les auteurs),

argumentez précisément cette suppression dans la page de discussion
(un manque de référence n'est pas un argument ; une recherche réelle de référence doit avoir été effectuée, être formellement documentée).
- La nouvelle conception romantique de l'histoire

Une nouvelle conception de l'histoire naît, qui contredit celle des Lumières fondées sur la capacité des hommes à construire et conduire l'histoire par la raison. Les événements de la Révolution française et la période napoléonienne ont montré que les hommes visent à atteindre de hauts et nobles objectifs qui se brisent devant la réalité historique. Le Siècle des Lumières a disparu dans les massacres de la Terreur et le rêve de la liberté dans la tyrannie napoléonienne qui, visant la création d'une Europe au-dessus de la simple nation, a donné naissance au contraire à la rébellion des peuples au nom de leur sentiment de nationalité.
Selon ce point de vue romantique, donc, l'histoire n'est pas dirigée par les hommes mais par Dieu qui agit sur l'histoire, il y a donc une providence divine qui prend soin de poursuivre des objectifs au-delà de ceux que les hommes cherchent à atteindre avec leurs mesquines raisons. De cette conception romantique de l'histoire, comprise comme une œuvre de la volonté divine émanent deux visions :
- La conception réactionnaire

La première voit dans l'intervention de Dieu dans l'histoire une sorte d'avent d'une apocalypse, qui met fin à l'histoire malheureuse de l'humanité. Napoléon a été, avec ses guerres incessantes, l'antéchrist de cette apocalypse, qui a en quelque sorte puni les hommes de leur orgueilleuse raison. Dieu terminera la fin de l'histoire mauvaise et faussement progressive et il ne restera alors aux hommes qu'à se retourner vers le passé. On cherchera, de toutes les manières possibles, à effacer tout ce qui s'est passé de la Révolution à Napoléon en restaurant le passé.
Une conception politico-religieux que nous trouvons dans la pensée de François-René de Chateaubriand qui dans le Génie du Christianisme attaque la doctrine de l'illuminisme en prenant la défense du christianisme, et surtout dans l'idéologie mystique théocratique de Joseph de Maistre, qui en arrive, dans l’œuvre Du pape (1819), au point de souhaiter avec impatience un retour de l'alliance entre le trône et l'autel, en proposant le modèle de la communauté médiévale protégée par la religion traditionnelle contre les ruses du libéralisme et du rationalisme.

#### La conception progressiste et le mazzinisme
« La patrie est la maison de l'homme, non de l'esclave »

— Giuseppe Mazzini, Ai giovani d'Italia
La seconde vision qui, paradoxalement, naît de la même conception de l'histoire dirigée par Dieu, est celle qu'on pourrait définir de « libérale ». Elle voit dans l'action divine une volonté dirigée, malgré tout, vers le bien des hommes, excluant dans les temps nouveaux, qu'il y ait une sorte de vengeance de Dieu voulant faire expier aux hommes leur présomption de créateurs de l'histoire. Il s'agit d'une vision providentialiste et dynamique de l'histoire, telle que présente par exemple chez Saint-Simon, avec un essai de fondation d'un nouveau christianisme pour une nouvelle société, ou chez Lamennais qui voit dans le catholicisme une force régénératrice de la vie sociale. Cette conception progressiste de la providence est présente en Italie dans l’œuvre de Alessandro Manzoni et dans la pensée politique de Gioberti avec le projet néoguelfe, et dans l'idéologie mazzinienne.

### La conception mazzinienne
« Construire […] l'Italie en une Nation Une, Indépendante, Libre, Républicaine »

— G. Mazzini, Istruzione generale per gli affratellati nella Giovine Italia

#### Dio e Popolo
« Nous, nous avons échoué comme parti politique. Nous devons nous relever en tant que parti religieux. L'élément religieux est universel, immortel : il universalise et rassemble. Chaque grande révolution en garde l'empreinte et la révèle dans sa propre origine ou dans la fin qui se propose. Par ceci, se crée l'association. Initiateur d'un nouveau monde, nous devons établir l'unité morale, le catholicisme Humanitaire »

— G. Mazzini, Fede e avvenire, At the University Press, 1921, p. 51
La pensée politique mazzinienne doit donc être située dans ce climat de romantisme politico-religieux qui domina en Europe après la révolution de 1830, mais qui était déjà présente dans le désaccord du Congrès de Vienne entre les « idéologues » qui proposaient un pur et simple retour au passé prérévolutionnaire et les « politiciens » qui pensaient qu'il fallait un compromis avec le passé.
Certains historiens ont situé la conception religieuse de Mazzini à l'éducation religieuse reçu par sa mère, fervente janséniste, mais selon d'autres, la vision religieuse de Mazzini ne coïnciderait pas avec celle d'aucune religion révélée. Le concept personnel de Dieu mazzinien, qui par certains traits est proche du déisme du XVIIIe siècle, exige une totale laïcité de l'État, et l'absence d'intermédiaires : pour cela et pour le rôle qu'il a eu dans l'histoire humaine et italienne, Mazzini définit la papauté « la base de toute autorité tyrannique ». Il refuse l'athéisme matérialiste mais aussi la transcendance en faveur de l'immanence : il croit dans la réincarnation, afin d'améliorer continuellement le monde et de s'améliorer soi-même. Sa religion a été aussi définie comme une « religion civile » où la politique jouait le rôle de la foi et où la divinité s'incarne de manière panthéiste dans l'Univers et dans l'Humanité même, qui met en œuvre la loi qui dans le progrès se révèle.
Il était convaincu qu’était désormais présent dans l'histoire un nouvel « ordonnancement divin » dans lequel la lutte pour rejoindre l'unité nationale assumait une signification providentielle. « Opérer dans le monde signifiait pour Mazzini collaborer à l'action que Dieu exerce, à reconnaître et accepter la mission que les hommes et les peuples reçoivent de Dieu ». Pour cela, il faut « mettre au centre de sa propre vie le devoir sans espoir de récompense, sans calcul utile ». Celui de Mazzini était un projet politique, mais mû par un impératif religieux qu'aucune défaite, aucune adversité aurait pu affaiblir. « Après avoir atteint cette tension de la foi, l'ordre logique et commun des événements serait inversé ; la défaite ne provoquait pas l'abattement, le succès des adversaires ne se consolidait pas dans un ordre stable ».
L'histoire de l'humanité, donc, serait une révélation progressive de la Providence divine qui, d'étape en étape, se dirige vers l'objectif fixé par Dieu. Épuisé la tache du christianisme, fini l'ère de la Révolution française maintenant il faillait que les peuples prennent l'initiative pour « avancer de manière concordante vers le but fixé au progrès humain ». Chaque individu, comme la collectivité, doit mener à bien la mission que Dieu lui a confiée et qui, au travers de la formation et l'éducation du peuple même, se réalisera au travers de deux phases : la Patrie et l'Humanité.

#### Patrie et humanité
Sans une patrie libre, aucun peuple ne peut se réaliser ni accomplir la mission que Dieu lui a confié, le second objectif sera l'Humanité qui se réalisera dans l'association des peuples libres sur la base de la civilisation européenne commune à travers ce que Mazzini appelle le « banquet des Nations sœur ». Un objectif, donc, tout à fait différent de cette confédération européenne imaginée par Napoléon où la France aurait exercé sa primauté hégémonique de « Grande Nation ». La future unité européenne ne se réalisera pas au travers d'une course de nationalismes, mais par une noble émulation des peuples libres pour construire une nouvelle liberté.
Le processus de construction européen, selon Mazzini, devait avoir lieu principalement par l'affirmation des nationalités opprimées, telles que celles appartenant à l'empire des Habsbourg, et aussi de celles qui n'avaient pas encore atteint leur unité nationale dans un État unique.
Parmi celles-ci appartenaient à la fois le peuple italien, celui germanique et polonais. Pour obtenir la conscience révolutionnaire nécessaire à la poursuite de ce programme politique, Mazzini fonde la Giovine Europa, comme association révolutionnaire européenne qui avait comme objectif spécifique d'agir d'une manière ordinaire, à partir du bas et utilisant les instruments révolutionnaires et démocratiques pour réaliser dans les États une conscience nationale et révolutionnaire.

#### L'initiative italienne
Dans ce processus unitaire européen, l'Italie à une grande mission : celle de rouvrir, conquérant sa liberté, la voie au processus évolutif de l'Humanité. La rédemption nationale italienne ressemblera de manière imprévue à une création divine au-delà de toute inutile et inefficace méthode graduelle politico-diplomatique de type cavourien. L'initiative italienne qui sera basée sur la fraternité entre les peuples et ne revendiquant aucune hégémonie comme la France l’avait fait, consistera à donner l'exemple d'une lutte qui mènera à la défaite des deux piliers de la réaction, de cette politique de l'empire des Habsbourg et de celle spirituelle de l'Église catholique romaine.
Les objectifs primaires de l'unité et de la République atteints par l'éducation et le soulèvement du peuple, exprimée dans la formule de pensiero e azione (pensée et action), l'Italie donnera la voie à ce processus d'unification toujours plus grand pour la création d'une troisième civilisation formée par l'association des peuples libres.
Mazzini est parmi les premiers défenseurs des « États-Unis d'Europe » environ un siècle avant que l’Union européenne commence à prendre forme. Pour lui, l'unification européenne est une suite logique de l'unification italienne.

### La fonction de la politique
Le politique est le conflit entre la liberté et le despotisme et entre ces deux forces, il n'est pas possible de trouver un compromis : une guerre de principes se déroule qui n'admet pas de compromis, Mazzini exhorte la population à ne pas se satisfaire des réformes qui sont des accommodements gérés par le haut ce qui empêche l'enracinement de cette liberté et cette égalité dont le peuple a besoin.
La logique de la politique et la logique de la démocratie et de la liberté, qui ne sont pas acceptables pour les forces réactionnaires, contre eux une nette rupture révolutionnaire est nécessaire : à la tête du peuple, il devra y avoir la classe instruite (qui ne peut plus supporter le joug de l'oppression) et les jeunes (qui ne peuvent plus accepter les antiquités de l'ancien régime). Cette révolution doit aboutir à la République, qui garantit l'instruction populaire.
La révolution, qui est également pédagogique, outil de formation des vertus personnelles et collectives, doit commencer par vague, allumant des foyers de révolte qui incitent le peuple dans l’ignorance à prendre les armes. Après le déclenchement de la révolution il faudra construire un pouvoir dictatorial (compris comme le pouvoir extraordinaire à la manière de la Rome antique, non pas comme tyrannie) qui gère temporairement la phase post-révolutionnaire. Le gouvernement sera restitué au peuple dès que la fin de la révolution sera obtenue.
La Giovane Italia doit éduquer à la gestion des affaires publiques, à être de bons citoyens, ce n'est pas, par conséquent, uniquement un instrument d'organisation révolutionnaire. Le peuple doit avoir des droits et des devoirs, tandis que la Révolution française a mis l'accent exclusivement sur les droits individuels : s'arrêtant aux droits de l'individu, elle avait donné vie à une société égoïste, l'utile pour une société n'est jamais considéré selon le bénéfice d'un seul sujet, mais selon le bien collectif.
Mazzini ne croit pas en l'égalité prônée par le marxisme et au rêve de la propriété commune, il lui substitue le principe de l'association qui est un dépassement de l'égoïsme individuel.

### La question sociale
Mazzini rejette le marxisme convaincu que pour pousser le peuple à la révolution, il faut lui indiquer prioritairement l'objectif de l'unité, de la république et la démocratie. Mais Mazzini est parmi les premiers à considérer la grave question sociale qui est, surtout en Italie, la question paysanne, comme l'indique Carlo Pisacane, mais il pense qu'elle devrait être examinée et résolue qu'après la réalisation de l'unité nationale et non par l'affrontement des classes, mais avec leur coopération, en organisant l'association et le mutualisme entre les travailleurs.
Son programme de solidarité nationale, s'il ne prévoyait pas l'autonomie culturelle et politique du prolétariat, ne s'adressait pas seulement aux citoyens de la classe moyenne, aux intellectuels, aux étudiants, parmi lesquels il recueille le plus large consensus, mais aussi pour les artisans et les secteurs plus conscients de leurs droits parmi les travailleurs.
Au cours d’une interview menée par R. Landor en 1871, Marx dit que les idées de Mazzini ne représentent « rien de mieux que la vieille idée d'une république bourgeoise ». Marx croyait, surtout après les révolutions de 1848, que le prétendu point de vue de classes intermédiaires était devenu réactionnaire et que le prolétariat n'avait rien à voir avec elle.
Mazzini critiqua le marxisme et il fut critiqué par Marx pour les aspects de sa doctrine idéaliste, et les attitudes d'« envoyé de Dieu », pour l'attitude prophétique qu'il assumait dans son rôle d'éducateur religieux et de politicien du peuple.
Mazzini critiquait les socialistes pour la proclamation internationaliste, teintée d'anarchisme et fort négationniste, pour l'attention prêtée aux intérêts d'une seule classe : le prolétariat ; de plus il définit comme arbitraire et impossible d'exiger la suppression de la propriété privée : cela aurait donné un coup mortel à l'économie, qui n'aurait plus récompensé les meilleurs. Mais la principale critique était dirigée contre le risque que les idéologies socialistes extrémistes conduisent à un nouveau totalitarisme.
De cette critique, Mazzini porte un jugement négatif sur la révolte qui conduit à la Commune de Paris de 1871. Alors que pour Marx, la Commune était une première tentative de détruire l’État centralisateur bourgeois réalisant depuis le bas un nouveau type d’État, Mazzini critique la Commune y voyant la fin de la nation, la menace d'un démembrement de la France.
Afin de préserver l'économie et en même temps protéger les plus pauvres, Mazzini propose une forme de travail coopératif : le travailleur doit regarder au-delà d'une lutte basée uniquement sur les salaires, mais promouvoir les espaces croissants d'économie sociale avec des éléments de la «pleine responsabilité et propriété sur l’entreprise.».
Mazzini visait au dépassement du sens social et démocratique du capitalisme d'entreprise classique, anticipant par ceci aussi bien la théorie distributioniste que les théories qui exaltent la valeur de l'association entre les producteurs.
Son influence sur la première phase du mouvement ouvrier fut très importante et même le fascisme, en particulier son courant « républicain » et« socialisateur », s'inspira de la pensée économique mazzinienne comme troisième voie entre le modèle capitaliste et le marxiste.

## Le rôle historique de Mazzini

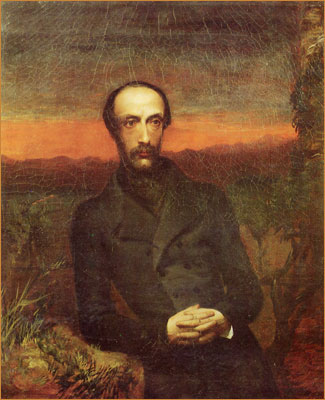
Mazzini en 1846.

Presque tous les personnages principaux du Risorgimento adhérèrent au mazzinisme, mais peu y restèrent. Le contenu religieux prophétique de la pensée du maître, d'une certaine manière révélatrice d'une nouvelle foi, bridait l'action politique. Mazzini en fait n'avait pas « la souplesse et la versatilité nécessaires pour dominer et emprisonner rationnellement les forces ». Cela supposait une capacité de compromis politique de l'homme du gouvernement que fut Cavour.
Quand il semblait que le problème italien n'avait pas d'issue « voici que par son travail, la jeunesse italienne se sacrifiait dans une suprême protestation. Les sacrifices semblaient stériles » mais en fait elles réveillèrent l'opinion publique italienne et européenne.
« La tragédie de la Giovine Italia impose le problème italien à une toujours plus grande sphère d’Italiens : qui réagit soit avec un programme plus modéré, mais finalement entra en action… » et les mêmes ex -mazziniens qui avaient renié le Maitre en adhérant aux réformistes modérés, à la fin durent renoncer à tout projet fédéraliste et consentir à l'enthousiasme populaire suscité par les idées mazziniennes d'une entité unitaire italienne.
L'historien anglais Denis Mack Smith, dont les travaux portent sur l'histoire de l'Italie du Risorgimento à nos jours, porte un jugement positif sur l’œuvre de Mazzini en raison de l'impulsion démocratique donnée à la vie dix-neuvième siècle, avec une référence particulière aux campagnes en faveur de la sécurité sociale, du suffrage universel et du droit des femmes.
Quelques réactions sur la Giovine Italia :

« Je les trouvais tous convaincus que la Giovine Italia était une folie : folie les sectes, folie comploter, folies les petites révolutions faites jusqu'à ce jour, sans chef ni raison »

— Massimo d'Azeglio, Degli ultimi casi di Romagna

« au sujet de ces classes […] si fortement intéressées au maintien de l'ordre social, les doctrines subversives de la Giovine Italia n'ont pas pris. C'est pour cela, à l'exception des jeunes auprès de qui l'expérience n'a pas encore changé la doctrine absorbée dans l'atmosphère excitante de l'école, nous pouvons dire qu'il n'existe pas en Italie, sinon un petit nombre de personnes sérieusement disposé à mettre en pratique les principes exaltés par une secte exacerbée par le destin. »

— Camillo Cavour
Quelques avis sur les résultats de son action

« Tout près de nous, Mazzini a poursuivi ce que les hommes sages de son temps nommèrent une folle chimère; mais on ne peut plus douter aujourd'hui que sans Mazzini l'Italie ne serait jamais devenue une grande puissance et que celui-ci a beaucoup plus fait pour l'unité italienne que Cavour et tous les politiques de son école. »

— Georges Sorel, Réflexions sur la violence, Chap.IV, La grève prolétarienne, 1908, 2e éd., p. 166

### Mazzini entre fascisme et antifascisme

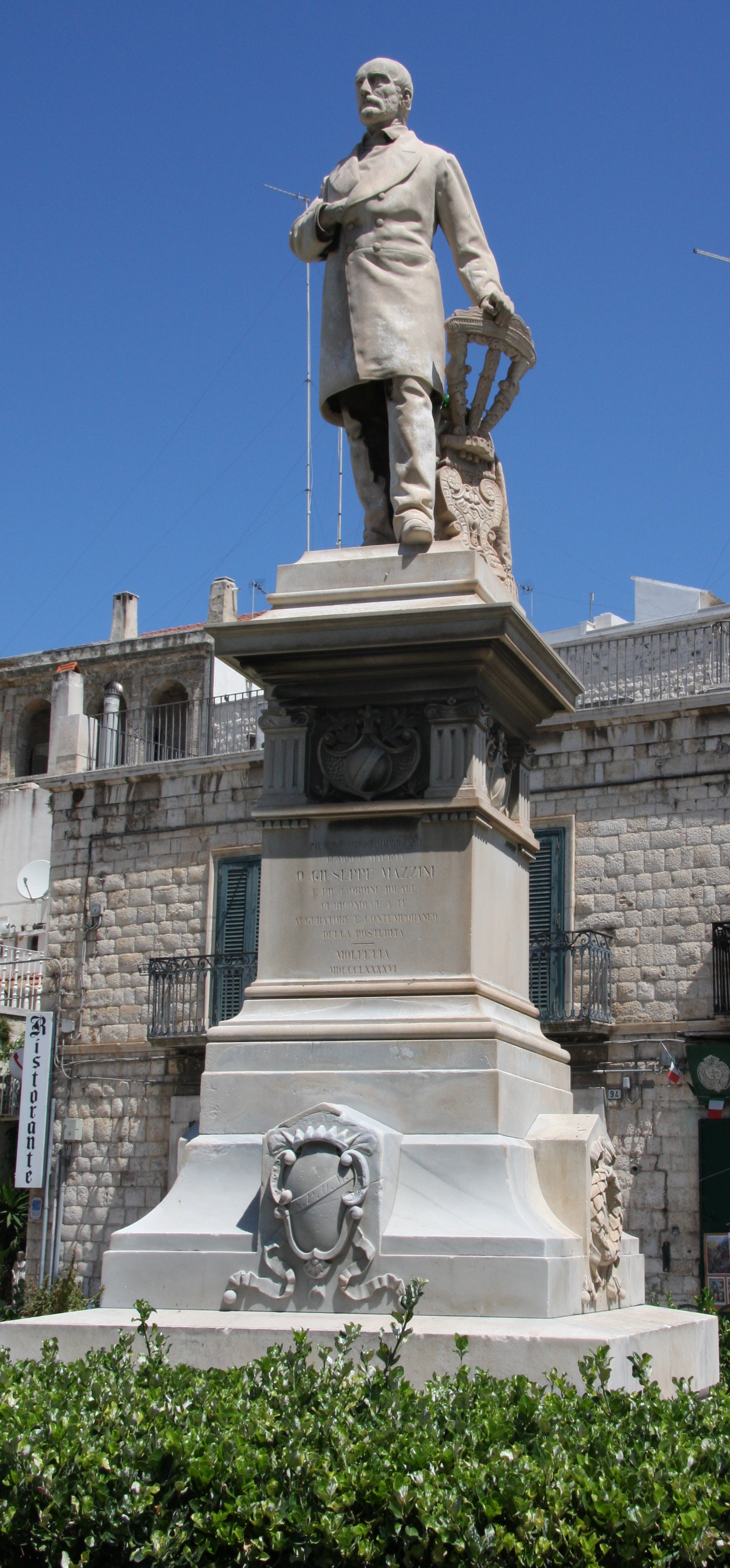
Une des nombreuses statues de Mazzini, ici à Molfetta.

L'héritage politique et de l'idéal mazzinien a été un long objet de débats entre des interprétations opposées, en particulier au cours du fascisme et de la résistance.
Dans la période fasciste, Mazzini fut l'objet de nombreuses citations dans les livres, les articles, les discours, au point d'être considéré comme une sorte de précurseur du régime mussolien. Des écrits et des discours politiques de Giovanni Gentile, le « philosophe du fascisme », le nom le plus cité après celui de Mussolini est celui de Mazzini, Pierre Milza jugeant importante la culture mazzinienne chez Mussolini.
La popularité de Mazzini pendant la période fasciste est due aussi aux nombreux républicains qui se réunirent au sein des Faisceaux italiens de combat, initiant leur rapprochement avec Mussolini pendant la bataille interventionniste, en particulier dans les zones où il y avait la plus grande présence du Parti républicain italien, à savoir en Romagne et dans les Marches. En 1917, sur les pages de L'Iniziativa, l'organe de presse du Parti républicain italien, on regardait Mussolini comme « le grand poète de notre intervention ».
Ce fut particulièrement le cas de Bologne, la ville où les républicains Pietro Nenni, Guido et Mario Bergamo prirent part activement en 1919 à la fondation du premier Faisceau italien de combat formé dans le chef-lieu émilien pour l'abandonner peu après devenant des adversaires irréductibles du fascisme.
Parmi les républicains les plus célèbres qui adhérèrent au fascisme, il y eut Italo Balbo (qui avait obtenu son diplôme avec une thèse sur La pensée sociale et économique de Mazzini) et dont l'historien Claudio Segrè écrivit : « Balbo, avant de rejoindre le fascisme en 1921, hésita à laisser les républicains jusqu'au dernier moment et considéra la possibilité de maintenir une double inscription », Curzio Malaparte et Berto Ricci qui voyait dans le fascisme la parfaite synthèse entre « La Monarchie de Dante et le concile de Mazzini ».
Selon l'historien Robert Pertici, « le fascisme était considéré comme l'accomplissement de la révolution nationale commencée avec le Risorgimento, qui devait réussir là où le processus risorgimental et les cinquante années suivantes avait échoué : « dans l'insertion et l'intégration des masses dans l'État national » ».
Les fascistes, de plus, revendiquaient une continuité avec la pensée mazzinienne aussi en ce qui concerne l'idée de patrie, la conception spirituelle de la vie, l'importance de l'éducation de masse comme instrument pour créer un «homme nouveau» et une doctrine économique inspirée par la collaboration entre les classes sociales.
L'historien Massimo Baio écrit à propos de la célébration de 1932 du 50e anniversaire de la mort de Garibaldi et le dixième anniversaire de la marche sur Rome : « Les principales manifestations de 1932 semblaient confirmer le lien entre la nécessité de présenter le fascisme comme l'héritier des meilleures traditions nationales et la volonté non moins forte de mettre l'accent sur les composantes modernes qui auraient dû les distinguer comme une expérimentation politique et sociale originale. ».
Pendant les années de Résistance (1944-1945), la situation s'avère plus compliquée : le fascisme de la République sociale intensifie ses références à Mazzini (la date du serment de la Garde nationale républicaine est fixée au 9 février, anniversaire de la République romaine en 1849, mais les antifascistes aussi, notamment les partisans de Giustizia e Libertà de Carlo Rosselli, commencent à se réclamer toujours plus ouvertement du révolutionnaire génois. Rosselli écrit en 1931 à un universitaire anglais : « Nous agissons dans l'esprit de Mazzini, et nous sentons profondément la continuité des idées entre la lutte de nos ancêtres pour la liberté et celle d'aujourd'hui ».

### L'après-guerre
De nombreux hommes politiques italiens se réfèrent aux idées de Mazzini tels que le leader socialiste Pietro Nenni et le communiste Palmiro Togliatti.
La récupération se poursuit puisqu'on voit se former en 1954 une Giovane Italia, association estudiantine de droite proche du Mouvement social italien, en 2004, une Giovane Italia, association politique d’inspiration social-démocrate fondée par Stefania Craxi et en 2009, une Giovane Italia, mouvement de jeunesse auquel contribue Forza Italia.
En 2005, le président de la République italienne, Carlo Azeglio Ciampi, lors d'un discours auprès du Conseil régional de Toscane afin de célébrer le 200e anniversaire de la naissance de Mazzini évoque le rôle essentiel de l'homme au service des grands idéaux et son enseignement politique qui s'est poursuivi dans la conscience et les actions de nombre de patriotes du Risorgimenti et de la résistance. Ciampi appelle à ce que la jeunesse redécouvre la pensée mazzinienne.
La commémoration du 150e anniversaire de l'Unité de l'Italie, en 2011, est l'occasion, pour l'Italie, de revisiter toute l'histoire du Risorgimento et des personnages qui l'entourent auquel Giuseppe Mazzini, bien sûr, n'échappe pas. Lors de l'ouverture des célébrations, le président de la République Giorgio Napolitano souligne l'apport des personnalités majeures du Risorgimento dont Mazzini.

## Son influence en Asie
La pensée de Mazzini a influencé les mouvements nationalistes à l'étranger. À l'instar du mouvement Jeune Italie, qu'il a fondée en 1831, il s'est créé une Jeune Turquie, une Jeune Inde et une Jeune Chine.
En Inde, Gandhi a lu très attentivement les écrits de Mazzini et s'en est inspiré pour élaborer sa vision de l'accession de son pays à l'indépendance. Selon Pankaj Mishra, il s'est vivement opposé à l'interprétation qu'en faisait son compatriote Savarkar, qui vénérait lui aussi Mazzini, mais appuyait son nationalisme hindou sur la violence. Dans Hind Swaraj (Indian Home Rule), Gandhi consacre un chapitre entier à un parallèle entre l'Italie et l'inde : « il se sert des textes de Mazzini pour cimenter sa propre thèse selon laquelle « vivre en fonction de la moralité, c’est atteindre la maîtrise de notre esprit et de nos passions » et que l’Inde ne doit pas aspirer à l’indépendance par la violence ».

## Portrait et vie sentimentale
Antonio Gallenga, en 1872, évoquant de période d'exil à Marseille qu'il avait le visage pâle, ascétique, mais divine étincelante avec son langage inspiré, qu'il transmettait à tous ceux qui étaient autour de lui son enthousiasme irrésistible, quant à Harro Paul Harring qui fait sa connaissance à Genève en 1831 évoque la communication intellectuelle avec cet esprit élevé qui lui donna une nouvelle aurore de vie et d'espoir. Mazzini marque l'esprit de tous ceux qu'il rencontre par son engagement mais face aux échecs des insurrections, il connait aussi des périodes de découragement intense et, le plus souvent, il vit reclus dans les logements qu'il occupe.
Sur le plan sentimental, on lui connait une relation avec Giuditta Bellerio Sidoli de 1831 à 1837 et la naissance d'un fils Joseph Démosthène Adolphe Aristide dit Adolphe (1832-1835) lors de sa période d'exil marseillaise. À la suite de la demande d'extradition du gouvernement piémontais, Mazzini doit fuir en Suisse et confie l'enfant à son ami Démosthène Ollivier. L'échec de cette relation le conduit à penser qu'il est destiné à renoncer à tout bonheur personnel. Pendant sa période londonienne, Eliza Ashurt, une des filles de la famille Ashurt qu'il fréquente régulièrement à partir de 1847 épouse un Français afin de fuir Mazzini dont elle est amoureuse et sa sœur Caroline, femme de James Stansfeld, eut probablement une relation amoureuse avec Mazzini. On lui attribue une relation avec Jane Welsh Carlyle, la femme de Thomas Carlyle, et la jeune mère, Susan, qu'il accueille chez lui comme domestique. Certains ont vu aussi dans les liens qu'il a avec Sara Nathan, resté veuve et étroite collaboratrice, quelque chose de plus que des consonances intellectuelles.

## Hommages

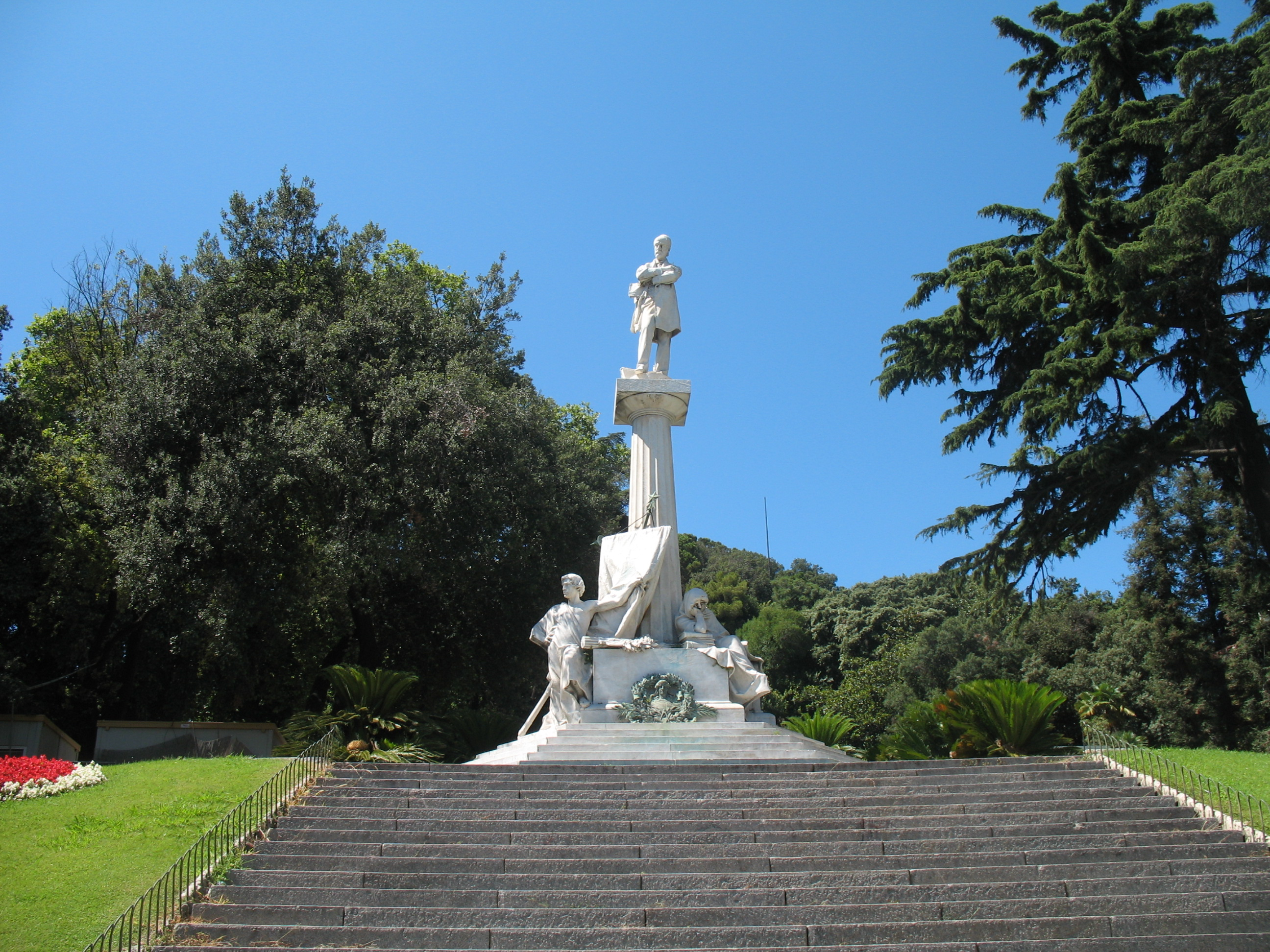
Monument à Giuseppe Mazzini, à côté du Palazzo Doria Spinola, le siège de la préfecture, Piazza Corvetto (Gênes).

La première statue de Mazzini n'est inaugurée à Gênes, Piazza Corvetto, que dix ans après sa mort, en 1882.
En mars 1890, le nouveau roi, Humbert Ier d'Italie, signe la décision du parlement d'ériger à Mazzini un monument à Rome. En 1901, un autre Savoie, Victor-Emmanuel III, approuve la décision de la Chambre d'introduire dans les écoles élémentaires le livre de Mazzini Dei doveri dell' uomo expurgé de certains passages.
En juillet 1949, le gouvernement italien invite les membres du Grand Orient d'Italie à prendre part à la cérémonie rendant hommage à Mazzini à Rome. L'installation de la statue avait été retardée par le régime de Mussolini. Trois mille francs-maçons italiens furent présents.
L'astéroïde (210182) Mazzini porte son nom.

## Publications

### Presse
- Giovine Italia, publié à partir de 1832,
- La Jeune Suisse, édité de 1835 à 1836,
- Il precursore, hebdomadaire publié en 1836,
- L'italiano (revue politique), revue publiée en 1836 à Paris
- L'Italia del Popolo, fondé à Milan en 1848,
- Apostolato popolare, édité de 1840 à 1843,
- Il nuovo conciliatore, édité en 1847,
- Le Proscrit, Journal de la République Universelle,
- La Roma del Poppolo, édité en 1871.

### Essais
- (it) Saggio sulla rivoluzione, Milan, ed. Universale Economica, 1956
- Giuseppe Mazzini, I sistemi e la democrazia. Pensieri - Con una Appendice su La religione di Mazzini - scelta di pagine dall'Opuscolo  Dal Concilio a Dio, Vincenzo Gueglio, Milan, Greco & Greco, 2005  (ISBN 88-7980-399-9)
- Giuseppe Mazzini - verifiche e incontri - Atti del Convegno Nazionale di Studi, Gênes, janvier 2006, Gammarò editori  (ISBN 88-95010-07-8)
- (it) Atto di fratellanza della Giovane Europa (1834), vol. 4, Imola, Edizione nazionale degli scrittilien éditeur=, 1908, p. 3
- (it) Filosofia della musica, 1836

## Filmographie
- Frères d'Italie, Mario Martone (2009)